# Lijst van voetbalinterlands Maleisië - Nepal
Deze lijst van voetbalinterlands is een overzicht van alle officiële voetbalwedstrijden tussen de nationale teams van Maleisië en Nepal. De landen hebben tot op heden negen keer tegen elkaar gespeeld. De eerste ontmoeting, een vriendschappelijke wedstrijd, werd gespeeld in Kuala Lumpur op 19 september 1983. Het laatste duel, een kwalificatiewedstrijd voor de Azië Cup 2027, vond plaats op 25 maart 2024 in Iskandar Puteri.

## Wedstrijden
| № | Plaats          | Datum             | Competitie                 | Wedstrijd        | Uitslag |
| - | --------------- | ----------------- | -------------------------- | ---------------- | ------- |
| 1 | Kuala Lumpur    | 19 september 1983 | Vriendschappelijk          | Maleisië − Nepal | 7 − 0   |
| 2 | Kathmandu       | 16 maart 1985     | WK 1986 kwalificatie       | Nepal − Maleisië | 0 − 0   |
| 3 | Kuala Lumpur    | 31 maart 1985     | WK 1986 kwalificatie       | Maleisië − Nepal | 5 − 0   |
| 4 | Seoel           | 23 mei 1989       | WK 1990 kwalificatie       | Maleisië − Nepal | 2 − 0   |
| 5 | Singapore       | 7 juni 1989       | WK 1990 kwalificatie       | Maleisië − Nepal | 3 − 0   |
| 6 | Petaling Jaya   | 15 oktober 2008   | Vriendschappelijk          | Maleisië − Nepal | 4 − 0   |
| 7 | Kuala Lumpur    | 2 juni 2019       | Vriendschappelijk          | Maleisië − Nepal | 2 − 0   |
| 8 | Shah Alam       | 15 maart 2024     | Vriendschappelijk          | Nepal − Maleisië | 1 − 4   |
| 9 | Iskandar Puteri | 25 maart 2025     | Azië Cup 2027 kwalificatie | Maleisië − Nepal | 2 − 0   |

## Samenvatting
| Competitie            | Totaal gespeeld | Winst Maleisië | Gelijk | Winst Nepal | Doelsaldo Maleisië – Nepal |
| --------------------- | --------------- | -------------- | ------ | ----------- | -------------------------- |
| WK-kwalificatie       | 4               | 3              | 1      | 0           | 10 − 0                     |
| Azië Cup-kwalificatie | 1               | 1              | 0      | 0           | 2 − 0                      |
| Vriendschappelijk     | 4               | 4              | 0      | 0           | 17 − 1                     |
| Totaal                | 9               | 8              | 1      | 0           | 29 − 1                     |

FAM · 
A-internationals · 
Maleisisch vrouwenelftal
Afghanistan ·
Algerije ·
Australië ·
Bahrein ·
Bangladesh ·
Bhutan ·
Bosnië en Herzegovina ·
Brazilië ·
Brunei ·
Cambodja ·
Canada ·
China ·
Engeland ·
Fiji ·
Filipijnen ·
Finland ·
Ghana ·
Hongkong ·
India ·
Indonesië ·
Irak ·
Iran ·
Israël ·
Jamaica ·
Japan ·
Jemen ·
Jordanië ·
Kenia ·
Kirgizië ·
Koeweit ·
Laos ·
Lesotho ·
Libanon ·
Liberia ·
Libië ·
Liechtenstein ·
Macau ·
Malediven ·
Marokko ·
Mongolië ·
Myanmar ·
Nepal ·
Nieuw-Zeeland ·
Noord-Korea ·
Oezbekistan ·
Oman ·
Oost-Timor ·
Pakistan ·
Palestina ·
Papoea-Nieuw-Guinea ·
Qatar ·
Saoedi-Arabië ·
Salomonseilanden ·
Senegal ·
Singapore ·
Sri Lanka ·
Syrië ·
Tadzjikistan ·
Taiwan ·
Thailand ·
Turkije ·
Turkmenistan ·
Uruguay ·
Verenigde Arabische Emiraten ·
Vietnam ·
Zuid-Korea ·
Zuid-Vietnam ·
Zweden
ANFA · A-internationals · Nepalees vrouwenelftal
1972 – 1989 ·
1990 – 1999 ·
2000 – 2009 ·
2010 – 2019 ·
2020 – 2029
Afghanistan ·
Algerije ·
Australië ·
Bahrein ·
Bangladesh ·
Bhutan ·
Brunei ·
Cambodja ·
China ·
Filipijnen ·
Hongkong ·
India ·
Indonesië ·
Irak ·
Iran ·
Japan ·
Jemen ·
Jordanië ·
Kazachstan ·
Kirgizië ·
Koeweit ·
Laos ·
Macau ·
Malediven ·
Maleisië ·
Mauritius ·
Myanmar ·
Noord-Korea ·
Oman ·
Oost-Timor ·
Pakistan ·
Palestina ·
Saoedi-Arabië · 
Singapore ·
Sri Lanka ·
Syrië ·
Tadzjikistan · 
Taiwan ·
Thailand · 
Turkmenistan ·
Verenigde Arabische Emiraten ·
Vietnam ·
Zuid-Korea